# Bonifacio Falier
Bonifacio Falier (... – 1133) è stato un vescovo cattolico italiano.
La sua biografia è esemplare in quanto mostra chiaramente i rapporti esistenti tra il patriziato e la Chiesa veneziana. Membro di un'importante famiglia, secondo il Barbaro e il Cappellari Vivaro era figlio del doge Ordelaffo Falier e aveva un fratello di nome Vitale; un suo parente, Faletrus Faletro ricoprì nello stesso periodo la carica di abate del monastero di Brondolo.
Le prime notizie che lo riguardano sono del 1107, quando sottoscrisse con altre personalità laiche ed ecclesiastiche la donazione della chiesa di Sant'Acindino di Costantinopoli al patriarca di Grado: sotto il nome del doge Ordelaffo Falier compare, tra gli altri, un Bonifacius Faledro, clericus e capellanus di San Marco.
L'ordinazione sacerdotale e la nomina a vescovo di Castello avvenne nei due giorni successivi alla sepoltura del predecessore Vitale Michiel (17 dicembre), nonostante a questa fosse subito seguito un furioso incendio aveva distrutto la cattedrale di San Pietro. Secondo Andrea Dandolo, nello stesso anno il Falier entrava nei premostratensi; meno probabile, come suggerirono più tardi l'Ughelli, il Corner e il Cappelletti una sua adesione all'ordine degli eremitani, diffusosi a Venezia solo dalla metà del Duecento.
Morì verosimilmente nel 1133 (gode di scarso credito la notizia data dal Gallicciolli che lo vorrebbe assassinato nel 1131). Gli succedette Giovanni Polani, parroco di San Bartolomeo e figlio del doge Pietro Polani.